# Maximino Caballero Ledo
Maximino Caballero Ledo (ur. w 1959 w Méridzie, Hiszpania) – hiszpański ekonomista i menedżer, prefekt Sekretariatu Ekonomicznego Stolicy Apostolskiej.

## Życiorys
Maximino Caballero Ledo studiował ekonomię na Uniwersytecie Autonomicznym w Madrycie, a następnie uzyskał tytuł MBA w IESE Business School w Barcelonie. Przez ponad 20 lat pracuje w Barcelonie i Walencji jako dyrektor finansowy odpowiedzialny za kilka krajów Europy, Bliskiego Wschodu i Afryki. W 2007 przeniósł się z rodziną do Stanów Zjednoczonych i pełnił funkcję wiceprezesa firmy medycznej Baxter International z siedzibą w Deerfield w stanie Illinois.
W 2020 na prośbę swojego przyjaciela z dzieciństwa Juana Antonio Guerrero Alvesa SJ, prefekta Sekretariatu Ekonomicznego Stolicy Apostolskiej, Maximino Caballero Ledo objął funkcję sekretarza generalnego Sekretariatu Ekonomicznego.
Papież Franciszek mianował go prefektem Sekretariatu Ekonomicznego Stolicy Apostolskiej 30 listopada 2022, zastępując ustępującego Juana Antonio Guerrero Alvesa.

## Życie prywatne
Caballero Ledo jest żonaty i ma dwoje dzieci.